# كيم شو
كيم شو (بالإنجليزية: Kim Shaw)‏ هي ممثلة أمريكية، ولدت في 20 مايو 1984 في كندا.

## أعمال

### مسلسلات
- ذا غود وايف
- فتاة النميمة
- كيف قابلت أمكما

## وصلات خارجية
- كيم شو على موقع IMDb (الإنجليزية)
- كيم شو على موقع ألو سيني (الفرنسية)
- كيم شو على موقع أول موفي (الإنجليزية)
- كيم شو على موقع قاعدة بيانات الأفلام السويدية (السويدية)
- كيم شو على موقع قاعدة بيانات الفيلم (الإنجليزية)
- كيم شو على موقع كينوبويسك (الروسية)